# Elżbieta Szerment
Elżbieta Szerment z d. Cała (ur. 8 czerwca 1961 w Łodzi) – polska koszykarka, grająca na pozycji środkowej, mistrzyni i reprezentantka Polski.

## Kariera sportowa
Jest wychowanką klubu ŁKS Łódź, w którego barwach debiutowała w ekstraklasie w 1977. Z łódzkim klubem zdobyła dwukrotnie mistrzostwo Polski (1982, 1983) i pięciokrotnie brązowy medal mistrzostw Polski (1978, 1979, 1980, 1981, 1985). W latach 1985-1988 była zawodniczką Wisły Kraków, z którą zdobyła mistrzostwo Polski w 1988 i wicemistrzostwo Polski w 1987. W 1988 powróciła do ŁKS-u i grała w nim do 1993, w 1991 zdobyła wicemistrzostwo Polski, w 1991 i 1992 Puchar Polski 
Z reprezentacją Polski seniorek wystąpiła na mistrzostwach Europy w 1983 (7.miejsce) i 1985 (6. miejsce).
Startuje również w zawodach koszykówki weteranów, tzw. maxibaskecie. W 2010 została wicemistrzynią Europy w kategorii +45, w 2013 wicemistrzynią świata w kategorii +50.